# Ataque aéreo à Torre Hajji
No início de outubro de 2023, após os ataques do Hamas a locais israelenses na guerra entre Israel e o Hamas de 2023, aeronaves israelenses bombardearam um edifício residencial que abrigava escritórios de jornalistas, matando pelo menos seis jornalistas que estavam entre os civis. Antes do ataque aéreo, vários jornalistas palestinos haviam sido assediados pela polícia israelense ou mortos por agressores desconhecidos desde o início do conflito.

## Antecedentes
O assassinato de jornalistas na Faixa de Gaza por Israel é um tema recorrente. Em 2018, um atirador israelense matou o jornalista Yaser Murtaja, e em 2021, aeronaves israelenses atingiram o jornalista Youssef Abu Hussein em seu local de trabalho na Rádio Al-Aqsa.

## Ataques
Os primeiros ataques a jornalistas por forças israelenses ocorreram em 7 de outubro na cidade israelense de Ashkelon, que estava sob ataque do Hamas na época. Uma equipe de televisão que trabalhava para a Sky News Arabia alegou que a polícia israelense danificou seu equipamento enquanto eles estavam fazendo uma reportagem. No mesmo dia, um jornalista chamado Omar Abu Shawish foi morto na Faixa de Gaza.
Mohammed El Salhi foi baleado e morto a leste do campo de refugiados El Burejj, no centro da Faixa de Gaza, em 7 de outubro. Embora ninguém tenha sido acusado do assassinato de El Salhi, organizações de jornalismo instaram as Forças de Defesa de Israel a investigar o assassinato de El Salhi. No mesmo dia, Ibrahim Mohamed Lafi, fotógrafo da Ain Media, foi baleado enquanto estava posicionado no Erez Crossing da Faixa de Gaza para Israel. Mohamed Jarghoun, fotógrafo da Smart Media, também foi morto.
Ibrahim Qanan, enquanto trabalhava para o canal al-Ghad, ficou ferido por estilhaços. Outros dois fotógrafos, Nidal Al Wahidi e Haitham Abdelwahid dos canais Al Najah e Ain Media, respectivamente, estão desaparecidos desde 7 de outubro.

### Ataques aéreos em 10 de outubro
Na manhã de terça-feira, 10 de outubro de 2023, ataques aéreos realizados por Israel atingiram a Torre Hajji na Rua das Instituições no Governadorate de Gaza, resultando em sua completa destruição. Entre as vítimas estavam o jornalista Saeed Radwan al-Taweel, morador do Governadorate de Rafah no sul, que atuava como editor-chefe do Al-Khamsa News, e o jornalista Mohammad Rizq Sobh, residente de Gaza e fotógrafo da Agência Khabar.
Hisham al-Nawajha, também de Rafah, sofreu ferimentos graves e foi admitido na unidade de terapia intensiva no Complexo Médico Al-Shifa, com seu falecimento confirmado posteriormente. Jornalistas próximos ao local do ataque aéreo afirmaram que um prédio próximo havia sido recentemente evacuado em preparação para um iminente ataque aéreo, mas o ataque atingiu outro prédio mais próximo dos jornalistas.
No mesmo dia, Salam Khalil, chefe do comitê de mulheres jornalistas do Sindicato de Jornalistas de Gaza, foi morta em um ataque israelense, de acordo com a mídia palestina.